# Lucha Libre AAA: Héroes del Ring
Lucha Libre AAA: Héroes del Ring (anteriormente AAA El Videojuego) es un videojuego de lucha libre que solo salió en México, desarrollado por Immersion Software Colombia (con sede en México) (ahora Larva Game Studios) y publicado por Konami en un acuerdo con Slang para PlayStation 3 y Xbox 360. El videojuego cuenta con más de 40 luchadores de la promoción mexicana de lucha libre profesional AAA. Sabarasa supervisa el desarrollo para las versiones de Wii, PlayStation Portable y Nintendo DS. El juego salió el 12 de octubre de 2010 para Xbox 360 y PlayStation 3, mientras que las demás versiones han sido atrasadas indefinidamente. (jamás salieron)

## Jugabilidad
Una vez que un bando es elegido, el jugador tiene que aumentar el nivel de su personaje con una evolución del sistema de puntuación basado en su carisma. En su campaña, los usuarios tendrán la opción de mejorar sus acrobacias y el resultado dependerá de sus habilidades para hacer una conexión con el público.
Cuando el modo de un jugador haya sido terminado, el usuario es capaz de participar en peleas en línea para exhibir sus habilidades ya sean rudas o técnicas, así como mostrar el diseño de su personaje, ya que el juego tiene un editor para ambos equipos y máscara.

## Luchadores
El roster está compuesto por 31 luchadores:

### Técnicos
- La Parka
- El Elegido
- Gronda XXX
- El Hijo Del Santo
- Máscara Sagrada
- Crazy Boy
- Vampiro Canadiense
- Charly Manson
- Octagón
- Marco Corleone
- Xtreme Tiger
- Jack Evans
- Alan Stone
- Abismo Negro
- Cibernético
- El Mesías
- Super Fly

### Rudos
- Cibernético (luchador)
- Silver King
- Espectro junior
- Electroshock
- El Zorro
- Chessman
- dark scoria
- dark cuervo
- Dark Ozz
- Kenzo Suzuki
- Konnan
- Psicosis
- Psycho Clown
- Zombie clown
- killer clown
- El Brazo
- Dr. Wagner, Jr.

## Recepción
El juego ha recibido críticas mixtas a promedio, obteniendo un 54/100, en Metacritic. Greg Miller de IGN dio a la versión de Xbox 360 un puntaje promedio de 5.0/10 diciendo: "Durante años, la serie WWE SmackDown de THQ ha dominado el área de videojuegos de wrestling. Se trató de derivar el mercado - TNA, Fire Pro y aún más -. pero ninguno ha tenido el poder de tomar el título del campeón indiscutido. Esa es la misma historia con "Lucha Libre AAA: Héroes del Ring".